# 斯蒂芬·凯利
斯蒂芬·凯利（英語：Stephen Kelly，1983年9月6日—）是一名爱尔兰足球运动员，司职右后卫。他也是爱尔兰国家足球队的成员。

## 俱乐部生涯

### 托特纳姆热刺
凯利出生于爱尔兰都柏林，透过托特纳姆热刺的青训项目进入热刺队。2002/03赛季，他先后被租借到绍森德和女王公园巡游者，并在绍森德上演职业生涯首秀。2003/04赛季上半赛季，凯利又曾被短暂租借到沃特福德。他在热刺队主要担任和的替补。2004/05赛季，他取得两个英超联赛进球，对手分别是伯明翰城和阿斯顿维拉。

### 伯明翰城
2006年1月，伯明翰城被认为很有机会在冬季转会窗签入凯利。但由于热刺后防遭受严重伤病危机，热刺最终取消了这个交易。直到6月28日，凯利以75万英镑（另外有50万英镑的浮动条款）的身价转会加盟伯明翰城。凯利在伯明翰的前两个赛季一直是球队的绝对主力，2007/08赛季，他是英超赛场上除守门员外唯一一名在38场联赛全部打满全场的球员。但在2008/09赛季上半赛季，由于大腿受伤，凯利仅获得五次联赛机会。

### 斯托克城
2009年2月4日，斯托克城宣布租借凯利至赛季结束。由于凯利遇到下雪而无法及时赶到斯托克城俱乐部签约，这次转会直到在冬季转会窗关闭后三十六小时才确定的。2月8日，凯利在斯托克城主场2比0击败桑德兰的比赛中首次代表斯托克城登场。但不久后，由于在国家队训练中肌腱受伤，凯利再次远离赛场。2008/09赛季下半赛季，他仅代表斯托克城在联赛中出场六次。

### 富勒姆
2009年6月19日，凯利成为富勒姆新赛季第一个签入的球员，他和富勒姆签约三年。但凯利在球队并没有获得主力地位，在2009/10赛季和2010/11赛季，他分别仅在联赛中出场八次和十次。

### 雷丁
2013年1月11日凯利轉投雷丁，轉會費沒有透露，簽約兩年半。

## 国家队生涯
凯利在2006年爱尔兰国家队和智利队的国际友谊赛中第一次代表成年国家队出场。2011年3月29日，凯利在爱尔兰和乌拉圭的友谊赛中首次被指定为球队队长。